# Marcantonio Raimondi
Marcantonio Raimondi, (oko 1475. — 1534.), bio je talijanski bakrorezac.

## Životopis
Raimondi je rođen u Sjevernoj Italiji.  Smatra se najpoznatijim talijanskim bakrorezcem, a bio je jedan od prvih koji je počeo širiti ovu novu tehniku. Možda je najpoznatiji po svojim radovima koji su prikazivali motive Rafaelovih slika. Marcantonio Raimondi izrađuje 16 bakropisa prema erotskim skicama Giulia Romana koje je objavio 1524. pod imenom I Modi. Osuđen je na zatvorsku kaznu 1524. godine a prijatelj i pjesnik Pietro Aretino uspijeva ga izbaviti iz zatvora. Aretino je 1527. godine objavio djelo Pohotni soneti ("Sonetti lussuriosi") koje je stavljeno na listu zabranjenih knjiga Katoličke crkve, Index librorum prohibitorum.